# Кріпенська селищна рада
Кріпенська се́лищна ра́да — орган місцевого самоврядування у складі Антрацитівської міської ради Луганської області. Адміністративний центр — селище міського типу Кріпенський.

## Загальні відомості
- Кріпенська селищна рада утворена в 1938 році.
- Територія ради: 10,6 км²
- Населення ради: 6 941 особа (станом на 1 січня 2011 року)
- Територією ради протікає річка Кріпенька.

## Населені пункти
Селищній раді підпорядковані населені пункти:
- смт Кріпенський

## Склад ради
Рада складається з 30 депутатів та голови.
- Голова ради:
- Секретар ради: Бака Тетяна Олександрівна

### Керівний склад попередніх скликань
| ПІБ                            | Основні відомості                                                        | Дата обрання | Дата звільнення |
| ------------------------------ | ------------------------------------------------------------------------ | ------------ | --------------- |
| Очеретяна Катерина Григорівна  | Селищний голова, 1957 року народження, освіта вища, позапартійна         | 26.03.2006   | 31.10.2010      |
| Очеретяна Катерина Григоріївна | Селищний голова, 1957 року народження, освіта вища, член Партії регіонів | 31.10.2010   | 11.04.2014      |

Примітка: таблиця складена за даними джерела

### Депутати
За результатами місцевих виборів 2010 року депутатами ради стали:

#### За суб'єктами висування
| Суб'єкт висування                 | Кількість обраних депутатів | %    |
| --------------------------------- | --------------------------- | ---- |
| Партія регіонів                   | 28                          | 93,3 |
| Комуністична партія України       | 1                           | 3,3  |
| Політична партія «Сильна Україна» | 1                           | 3,3  |

#### За округами
| № округу                          | Прізвище, ім'я, по батькові        | Дата визнання обраним | Освіта                    | Партійна приналежність                  | Відомості про обраного депутата                               |
| --------------------------------- | ---------------------------------- | --------------------- | ------------------------- | --------------------------------------- | ------------------------------------------------------------- |
| Комуністична партія України       |                                    |                       |                           |                                         |                                                               |
| 5                                 | Калашнікова Світлана Іванівна      | 05.11.2010            | Освіта середня            | член Комуністичної партії України       | Кріпенська селищна рада, касир                                |
| Партія регіонів                   |                                    |                       |                           |                                         |                                                               |
| 1                                 | Гуменчук Жанна Юріївна             | 05.11.2010            | Освіта вища               | член Партії регіонів                    | тимчасово не працює                                           |
| 2                                 | Герасименко Ганна Олександрівна    | 05.11.2010            | Освіта вища               | член Партії регіонів                    | тимчасово не працює                                           |
| 3                                 | Грузіна Любов Вікторівна           | 05.11.2010            | Освіта вища               | член Партії регіонів                    | тимчасово не працює                                           |
| 4                                 | Капінус Світлана Володимирівна     | 05.11.2010            | Освіта вища               | член Партії регіонів                    | ВП "Шахта Партизанська"ДП «Антрацит», гірничийнормувальник    |
| 6                                 | Комарова Валентина Вікторівна      | 05.11.2010            | Освіта вища               | член Партії регіонів                    | ДП «Антрацит», начальник відділу кадрів                       |
| 7                                 | Герасимова Світлана Вікторівна     | 05.11.2010            | Освіта вища               | член Партії регіонів                    | ЖЕК № 6, головний бухгалтер                                   |
| 8                                 | Марініна Тетяна Федорівна          | 05.11.2010            | Освіта вища               | член Партії регіонів                    | Дитячий навчальний заклад № 21, завідувачка                   |
| 10                                | Куліна Тетяна Василівна            | 05.11.2010            | Освіта вища               | член Партії регіонів                    | Контора ритуальних послуг, робітник ритуальних послуг         |
| 11                                | Клочан Олег Іванович               | 05.11.2010            | Освіта середня            | член Партії регіонів                    | ВП «Шахта Партизанська» ДП «Антрацит», гірничиймонтажник      |
| 12                                | Єрмоліна Ірина Валеріївна          | 05.11.2010            | Освіта середня            | член Партії регіонів                    | ЧП «Данилко», продавець                                       |
| 13                                | Скокова Олена Олексіївна           | 05.11.2010            | Освіта середня            | член Партії регіонів                    | пенсіонер                                                     |
| 14                                | Кутішенко Ніна Миколаївна          | 05.11.2010            | Освіта середня спеціальна | член Партії регіонів                    | 3-я міська лікарня, медична сестра                            |
| 15                                | Чикашова Ірина Олексіївна          | 05.11.2010            | Освіта вища               | член Партії регіонів                    | пенсіонер                                                     |
| 16                                | Насонов Олександр Васильович       | 05.11.2010            | Освіта середня            | член Партії регіонів                    | тимчасово не працює                                           |
| 17                                | Дюба Наталія Олександрівна         | 05.11.2010            | Освіта середня спеціальна | член Партії регіонів                    | 3-я міська лікарня, медичний реєстратор                       |
| 18                                | Вершанська Людмила Василівна       | 05.11.2010            | Освіта середня спеціальна | член Партії регіонів                    | 3-я міська лікарня, старша медична сестра                     |
| 19                                | Щербина Юрій Іванович              | 05.11.2010            | Освіта середня            | член Партії регіонів                    | ВП «Шахта Партизанська» ДП «Антрацит», прохідник              |
| 20                                | Гомон Олександр Миколайович        | 05.11.2010            | Освіта середня            | член Партії регіонів                    | приватний підприємець                                         |
| 21                                | Гришанкова Лілія Петрівна          | 05.11.2010            | Освіта вища               | член Партії регіонів                    | ВП «Шахта Партизанська» ДП «Антрацит», майстер ВТК            |
| 22                                | Власенко Сергій Миколайович        | 05.11.2010            | Освіта середня            | член Партії регіонів                    | ВП «Шахта Партизанська» ДП «Антрацит», охоронець              |
| 23                                | Задорожній Ігор Іванович           | 05.11.2010            | Освіта вища               | член Партії регіонів                    | ВП «Шахта Кріпенська» ДП «Антрацит», гірничий майстер         |
| 24                                | Літовка Тетяна Іванівна            | 05.11.2010            | Освіта вища               | член Партії регіонів                    | ДП «Антрацит», економіст                                      |
| 25                                | Кондаков Сергій Миколайович        | 05.11.2010            | Освіта вища               | член Партії регіонів                    | ВП "Шахта Партизанська"ДП «Антрацит», прохідник               |
| 26                                | Буднік Лідія Михайлівна            | 05.11.2010            | Освіта середня спеціальна | член Партії регіонів                    | Кріпенська селищна рада, інспектор військово-облікового столу |
| 27                                | Максимчук Олександр Євгенович      | 05.11.2010            | Освіта вища               | член Партії регіонів                    | ВП «Шахта Партизанська» ДП «Антрацит», начальник дільниці ВТБ |
| 28                                | Солодовнікова Світлана Геннадіївна | 05.11.2010            | Освіта середня спеціальна | член Партії регіонів                    | Центральна міська лікарня, медична сестра                     |
| 29                                | Матюхіна Людмила Іванівна          | 05.11.2010            | Освіта вища               | член Партії регіонів                    | тимчасово не працює                                           |
| 30                                | Бака Тетяна Олександрівна          | 05.11.2010            | Освіта вища               | член Партії регіонів                    | Кріпенська селищна рада, секретар                             |
| Політична партія «Сильна Україна» |                                    |                       |                           |                                         |                                                               |
| 9                                 | Анопа Олена Олександрівна          | 05.11.2010            | Освіта середня            | член Політичної партії «Сильна Україна» | тимчасово не працює                                           |